# Krakatoa
Krakatoa je otok u Indoneziji vulkanskog porijekla. Otok je uništila eksplozija 1883. godine, jedna od najpoznatijih vulkanskih eksplozija svih vremena. Od otoka je preostalo samo Rakatu.

## Uništenje otoka
Glasna tutnjava počela se širiti s Krakatoe u svibnju]1883. Nekoliko mjeseci poslije tutnjava je postala još glasnija. Brodovi koji su ovuda prolazili izvještavali su o eksplozijama koje su bile toliko glasne da su im pucali bubnjići. Sundski prolaz, prometnu brodsku prugu između otoka Jave i Sumatre, počeo je ispunjavati plutajući plavac.
Gust oblak dima proširio se nebom i zamračio cijelo područje na nekoliko dana. Brodovi su bili zatrpani, a mornari su morali u mraku lopatama skidati vruće blato i pepeo udišući zagušujuć, sumporom zasićen zrak. More se uzdizalo u valovima neobična oblika, a kako je stizalo do obala Jave i Sumatre tako su nastajali golemi valovi koji su se prelijevali preko obalnih naselja.

### Eksplozija
Neposredno poslije 10 sati 27. kolovoza 1883. Krakatoa je raznijela jedna od najvećih ikad zabilježenih eksplozija. Zvuk eksplozije čuo se u Australiji, na udaljenosti od 3.500 km. Otok se urušio sam u sebe i pretvorio u prašinu. U zrak je odletjelo oko 19 prostornih kilometara vulkanskog materijala. Oblak prašine digao se 80 km uvis, a potom je godinama kružio oko Zemlje, prouzročivši smanjenje ljetnih temperatura i spektakularne zalaske sunca diljem svijeta.
Poginulo je više od 36.000 ljudi. Vulkanska erupcija sama po sebi nije bila toliko smrtonosna, već su golemi valovi, tsunamiji, koji su bili i viši od 40 metara kad se vulkan urušio, uništili 163 sela uz obale Jave i Sumatre.
Otok Krakatoa nastao je vulkanskom aktivnošću, no bio je pasivan sve do erupcije 1680. godine. Jača erupcija od one 1883. godine zabilježena je samo kad je eksplodirala Tambora, na indonezijskom otoku Sumbawi. Ta erupcija 1815. godine izbacila je pet puta više vulkanskog materijala nego erupcija Krakatoe. No, Krakatoa je privukla više pozornosti.

### Brzo širenje vijesti
Erupcija se zbila u vrijeme masovnih komunikacija, pa su se vijesti o njoj proširile po svijetu putem telegrafa i brzojava za samo nekoliko sati. Informacije o eksploziji brižljivo su sakupljali znanstvenici i one su postale velik poticaj za proučavanje uzroka i ponašanja vulkana, a ono je pak dovelo do suvremene teorije o tektonskim pločama ili razmicanju kontinenata.
Ovo se područje nalazi na mjestu spajanja dviju tektonskih ploča. Što se Indoaustralska ploča više povlači (subdukcija) pod Euroazijsku, izaziva goleme sile koje potresaju tlo duž toga spoja i povremeno eksplozivno erumpiraju iz brojnih vulkana.

## Anak Krakatau
Indoaustralska ploča i dalje se kreće za nekoliko centimetara svake godine. Na mjestu nekadašnje Krakatoe narastao je nov vulkan. Kad je Krakatoa erumpirala, urušila se ispod površine mora i stvorila podvodnu kalderu, odnosno veliki vulkanski krater, širok 6,4 km.
Godine 1927. oblak dima uzdigao se iz vode iznad kaldere, najavljujući nastajanje novog otoka. Do 1928. otok Anak Krakatau ("Krakatoino dijete" na slici desno gore) izbio je na površinu. Tijekom pedeset godina pepeo i plovučac postupno su se gomilali i danas je novi otok visok 181 metar.
Anak Krakatau uglavnom samo šišti i izbacuje paru i sumporni dim u zrak. 